# احمدآباد (دیهوک)
احمدآباد، روستایی است از توابع بخش دیهوک و در شهرستان طبس استان خراسان جنوبی ایران.

## جمعیت
این روستا در دهستان کویر قرار داشته و بر اساس سرشماری سال ۱۳۸۵ جمعیت آن (۱۰خانوار) ۲۹نفر
بوده است.